# Alamogordo, New Mexico
Alamogordo este o localitate, o municipalitate și sediul comitatului Otero din statul New Mexico al Statelor Unite ale Americii.

## Istoric
Bazinul Tularosa a fost locuit continuu pentru cel puțin în ultimii 11.000 de ani.  Sunt semne clare ale locuitorilor nativi americani, care aparțin culturilor Clovis, Folsom, a celor din timpurile perioadelor arhaice și ale fazei formative.
1. ↑  Gazetteer Files – 2020 (în engleză), United States Census Bureau, accesat în 19 decembrie 2021